# Thimotheus Merzahn von Klingstädt
Thimotheus Merzahn von Klingstädt (* 1710 in Barth; † 1786) war ein deutscher Jurist und Wirtschaftswissenschaftler in russischen Staatsdiensten.
Thimotheus Merzahn war ein Sohn des Barther Bürgermeisters Merzahn. Nach Abschluss seiner akademischen Studien kam er als Hauslehrer nach Livland. Er ging dann nach Sankt Petersburg und wurde Auditeur in Archangelsk. Als Preußen im Siebenjährigen Krieg von den Russen besetzt war, wurde Merzahn dort im Kammerwesen angestellt. Etwa 1764 wurde er in Petersburg mit dem Titel Etatsrat Vizepräsident im Justizkollegium für liv-, est- und finnländische Rechtssachen. 1764 wurde er mit dem Namen „von Klingstädt“ in die livländische, ein Jahr später auch in die estländische Adelsmatrikel aufgenommen. 1767 war von Klingstädt Deputierter des Justizkollegiums bei der Gesetzkommission und wurde Sekretär des Grafen Panin. Von 1771 bis 1773 begab sich von Klingstädt auf eine Reise durch Europa, wo er u. a. in London mit Benjamin Franklin zusammentraf. 1775 wurde er zum Wirklichen Etatsrat ernannt. Von Klingstädt war eines der ersten Mitglieder der Freien Ökonomischen Gesellschaft zu St. Petersburg.

## Schriften
- Verini a Sinceris patriotische Gedanken über die itzige Beschaffenheit der schwedisch-pommerischen Provinz sammt vorgestellter Nothwendigkeit der darin zu errichtenden Wollmanufacturen. Freyberg 1758
- Memoires sur les Samojedes el les Lappons. Königsberg 1762
  - Historische Nachricht von den Samojeden und den Lappländern. Riga und Mietau 1769 (Digitalisat)